# 埃夫策河
51°4′51.9″N 9°21′37.2″E / 51.081083°N 9.360333°E

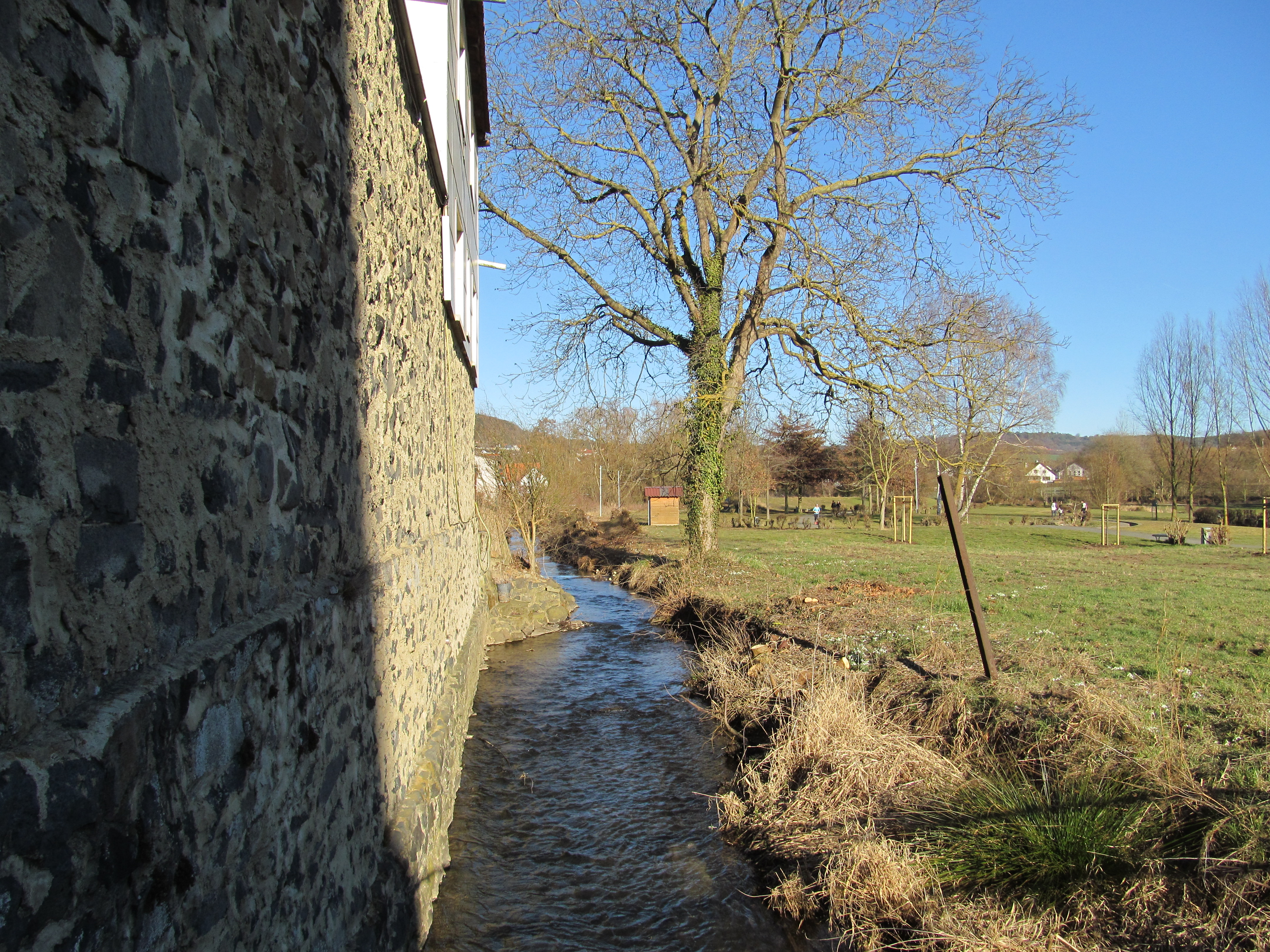
埃夫策河

埃夫策河（德語：Efze，發音：[ˈɛftsə]）是德國黑森州的河流，位於該國中部，屬於施瓦爾姆河的右支流，河道全長38.2公里，流域面積220.5平方公里，河口處在瓦伯恩附近。